# SJ Tp sorozat

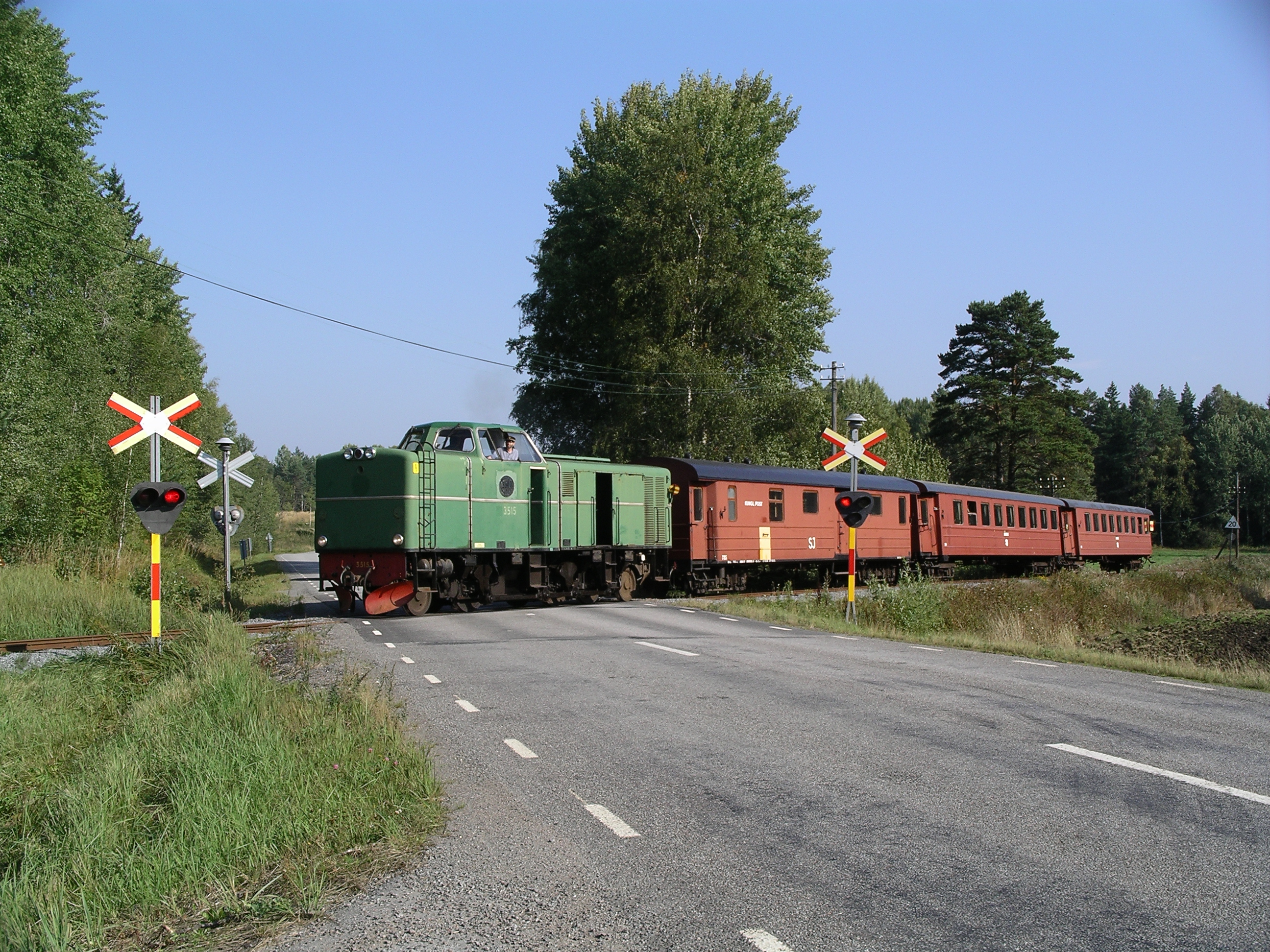

Az SJ Tp sorozat egy svéd keskeny nyomtávolságú dízel-hidraulikus erőátvitelű dízelmozdony-sorozat volt. Teljesítménye 550 kW, legnagyobb sebessége 80 km/h.

## Jellemzői
Az SJ üzemeltette a sorozatot. Összesen 25 darab készült belőle, 20 darab a Maschinenbau Kielnél, 5 pedig licenc alapján a Svenska Järnvägsverkstädernánál. Svédországban az 1960-as években a legtöbb keskeny nyomtávolságú vasutat normál nyomtávolságúra építették át, és az SJ úgy döntött, hogy átalakítja a mozdonyokat is ehhez a nyomtávhoz. A tengelyrendszert D-re változtatták, így jött létre az SJ T23 sorozat. A fennmaradt tíz Tp-ből hatot selejteztek az 1970-es években, az utolsó négy pedig a nyolcvanas évekig üzemelt. Az utóbbiak mind megőrzésre kerültek.